# David Mason
Pour les articles homonymes, voir Mason.
David Mason (né le 2 avril 1926 à Londres et mort le 29 avril 2011) est un trompettiste classique britannique. Il a joué du bugle sur la 9e symphonie de Ralph Vaughan Williams, et est connu pour avoir joué le solo de trompette piccolo sur la chanson Penny Lane des Beatles.

## Biographie
Il était trompettiste solo à Covent Garden et au Royal Philharmonic Orchestra.
En 1967, c'est Paul McCartney qui a eu l'idée d'ajouter un solo de trompette sur son morceau Penny Lane; il chante alors la mélodie qu'il imagine, et le producteur George Martin écrit la partition. David Mason, appelé par George Martin, arrive au studio avec pas moins de neuf trompettes différentes, et par élimination, la trompette piccolo en si b est choisie. La session d'enregistrement a été difficile, mais le résultat est unique, et n'avait jamais été fait auparavant. Certains historiens des Beatles ont affirmé que la bande avait été accélérée, mais cela s'est révélé inexact.
Il a par la suite participé à d'autres chansons des Beatles, dont A Day in the Life, Magical Mystery Tour, All You Need Is Love et It's All Too Much.